# Kutnohorit
Kutnohorit, auch als Kutnahorit oder Mangandolomit bekannt, ist ein Mineral aus der Mineralklasse der „Carbonate (und Verwandte)“, das an verschiedenen Fundorten zum Teil reichlich vorhanden sein kann, insgesamt aber wenig verbreitet ist. Es kristallisiert im trigonalen Kristallsystem mit der Zusammensetzung CaMn[CO3]2, ist also chemisch gesehen ein Calcium-Mangan-Carbonat.
Kutnohorit entwickelt überwiegend polykristalline, radialstrahlige, körnige oder massige Mineral-Aggregate von weißer, grauer, rosa, gelblicher Farbe bei weißer Strichfarbe.
Kutnohorit bildet mit Dolomit und Ankerit jeweils eine lückenlose Mischkristallreihe.

## Etymologie und Geschichte
Erstmals gefunden wurde Kutnahorit in der „Poličany“ bei Kutná Hora in der tschechischen Region Mittelböhmen und beschrieben 1901 von Antonín Bukovský (1865–1950), der das Mineral nach dieser Typlokalität benannte.

## Klassifikation
In der mittlerweile veralteten, aber noch gebräuchlichen 8. Auflage der Mineralsystematik nach Strunz gehörte der Kutnohorit zur gemeinsamen Mineralklasse der „Carbonate, Nitrate und Borate“ und dort zur Abteilung der „Wasserfreien Carbonate ohne fremde Anionen“, wo er zusammen mit Ankerit, Benstonit, Dolomit, Ewaldit, Huntit, Minrecordit und Norsethit eine eigenständige Gruppe bildete.
Die seit 2001 gültige und von der International Mineralogical Association (IMA) verwendete 9. Auflage der Strunz'schen Mineralsystematik ordnet den Kutnohorit in die Klasse der „Carbonate und Nitrage“ (die Borate bilden jetzt eine eigene Klasse) und dort in die Abteilung der „Carbonate ohne zusätzliche Anionen; ohne H2O“ ein. Diese Abteilung ist allerdings weiter unterteilt nach der Gruppenzugehörigkeit der beteiligten Kationen, so dass das Mineral entsprechend seiner Zusammensetzung in der Unterabteilung „Erdalkali- (und andere M2+) Carbonate“ zu finden ist, wo es nur noch zusammen mit Ankerit, Dolomit und Minrecordit die „Dolomitgruppe“ mit der System-Nr. 5.AB.10 bildet.
Die Systematik der Minerale nach Dana ordnet den Kutnohorit wie die veraltete Strunz'sche Systematik in die gemeinsame Klasse der „Carbonate, Nitrate und Borate“ und dort in die Abteilung der „Wasserfreien Carbonate“. Hier ist er zusammen mit Dolomit, Ankerit und Minrecordit in der „Dolomitgruppe (Trigonal: R3)“ mit der System-Nr. 14.02.01 innerhalb der Unterabteilung der „Wasserfreien Carbonate mit der Formel A+B2+(CO3)2“ zu finden.

## Kristallstruktur
Kutnohorit kristallisiert trigonal in der Raumgruppe R3 (Raumgruppen-Nr. 148) mit den Gitterparametern a = 4,85 Å und c = 16,22 Å sowie 3 Formeleinheiten pro Elementarzelle.

## Eigenschaften

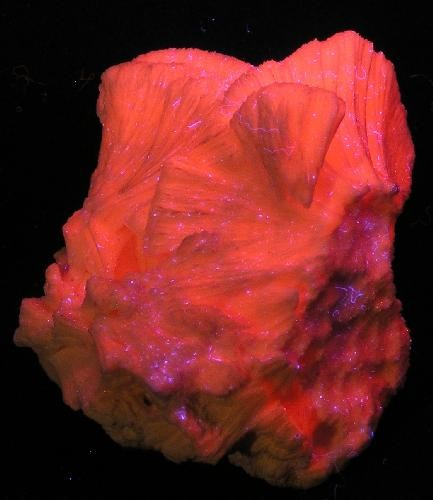
Fluoreszierender Kutnohorit aus der Wessels Mine, Hotazel, Kalahari, Südafrika

Unter UV-Licht zeigen manche Kutnohorite eine orange- bis rosafarbene Fluoreszenz, ähnlich der von neonfarbenen Textmarkern.

## Bildung und Fundorte

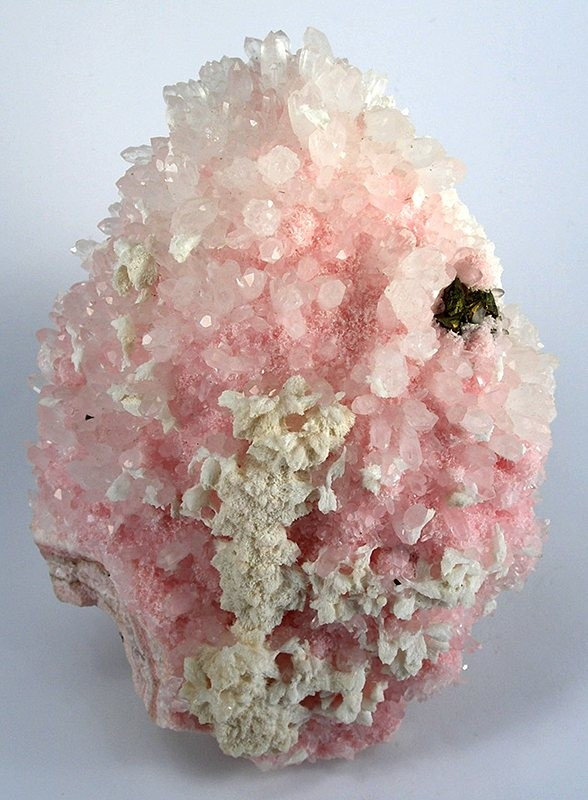
Farbloser Quarz und Überkrustungen aus weißem Kutnohorit auf einer Matrix aus massigem, rosafarbenem Rhodochrosit aus Cavnic, Maramures County, Rumänien

Kutnohorit bildet sich hydrothermal oder metamorph in verschiedenen Lagerstätten meist in Paragenese mit Rhodochrosit, Aragonit und Calcit, aber auch mit Ankerit, Quarz oder anderen Mineralen.
Weltweit konnte Kutnohorit bisher (Stand: 2011) an rund 150 Fundorten nachgewiesen werden. Neben seiner Typlokalität Kutná Hora gibt es das Mineral in Tschechien auch bei Lomnice u Sokolova und Chvaletice.
In Deutschland fand sich das Mineral bisher an der Hartkoppe im Spessart in Bayern; im Erzbergwerk Grund (Grube „Hilfe Gottes“) und in der Grube Bülten-Adenstedt (Emilieschacht) in Niedersachsen; bei Elbingerode in Sachsen-Anhalt sowie im Bezirk Freiberg in Sachsen.
In Österreich trat Kutnohorit bei Hüttenberg und Bad St. Leonhard im Lavanttal in Kärnten, im Salzburger Tennengebirge, bei Glashütten in der Gemeinde Gressenberg sowie im Veitschtal in der Steiermark auf.
In der Schweiz konnte man das Mineral bisher im Albulatal, im Hinterrheintal und in der Gemeinde Bregaglia im Kanton Graubünden sowie im Turtmanntal im Kanton Wallis finden.
Weitere Fundorte sind Argentinien, Australien, Belgien, Brasilien, Bulgarien, Chile, China, Frankreich, Gabun, Ghana, Indien, Indonesien, Italien, Japan, Kanada, Kasachstan, Mexiko, Namibia, Neuseeland, Norwegen, Peru, Polen, Rumänien, Russland, Schweden, Slowakei, Südafrika, Türkei, Ukraine, Ungarn und die Vereinigten Staaten von Amerika (USA).